# Anfeoz
Anfeoz (llamada oficialmente Santa Baia de Anfeoz) es una parroquia española del municipio de Cartelle, en la provincia de Orense, Galicia.

## Toponimia
La parroquia también es conocida por los nombres de Santa Eulalia de Anfeoz y Santa Olaia de Anfeoz. 

## Organización territorial
La parroquia está formada por nueve entidades de población, constando siete de ellas en el nomenclátor del Instituto Nacional de Estadística español:
- A Pena
- A Teixeira
- Gueral de Abaixo
- Mirós
- Piñeira
- Sabuz
- Santa Baia (Santa Baia de Anfeoz)
- Soutelo
- Vilar da Ponte

## Demografía
| Gráfica de evolución demográfica de Anfeoz entre 2000 y 2022 |
|                                                              |
| Datos según el nomenclátor publicado por el INE.             |